# فوکر تی.۹
فوکر تی.۹ (انگلیسی: Fokker T.IX) یک هواپیمای ساخت فوکر است .  